# 루어 (프로게이머)
루어(본명: 신재윤, 2003년 5월 16일 ~ )은 대한민국의 리그 오브 레전드 프로게이머로 아이디는 Lure이다. 현재 한화생명 e스포츠에서 활동하고 있다.

## 선수 생활
2022 서머시즌을 앞두고 한화생명 e스포츠 챌린저스에 콜업되었다.
2023시즌을 앞두고 한화생명 e스포츠 챌린저스의 주전 AD 캐리로 활동하게 되었다. 1월 16일, 대 GEN전에서 펜타킬을 기록하며 팀을 승리로 이끌었다. 1월 23일, 대 DRX전에서 다시 한 번 펜타킬을 기록하면서 큰 화제를 모았다.

## 소속팀
| # | 팀명             | 소속 기간    | 소속 리그 | 비고 |
| - | ---------------- | ------------ | --------- | ---- |
| 1 | 한화생명 e스포츠 | 2022.06.21 ~ | LCK       |      |

## 수상 내역
- 2021 롤 더 넥스트 준우승